# De-Sitter-Raum
In Mathematik und Physik ist ein {\displaystyle n}-dimensionaler De-Sitter-Raum (nach Willem de Sitter), notiert {\displaystyle dS_{n}}, die lorentzsche Mannigfaltigkeit analog zu einer n-Sphäre (mit ihrer kanonischen riemannschen Mannigfaltigkeit); er ist maximal symmetrisch, hat eine konstante positive Krümmung und ist einfach zusammenhängend für {\displaystyle n\geq 3}.
Im vierdimensionalen Minkowski-Raum (3 Raumdimensionen plus die Zeit) bzw. in der Raumzeit ist der De-Sitter-Raum das Analogon zu einer Kugel im gewöhnlichen euklidischen Raum.
In der Sprache der allgemeinen Relativitätstheorie ist der De-Sitter-Raum die maximal symmetrische Vakuumlösung der einsteinschen Feldgleichungen mit einer positiven (repulsiven) kosmologischen Konstanten {\displaystyle \Lambda } (entsprechend einer positiven Vakuumenergiedichte und negativem Druck) und damit ein kosmologisches Modell für das physikalische Universum; siehe De-Sitter-Modell.
Der De-Sitter-Raum wurde 1917 von Willem de Sitter entdeckt und gleichzeitig – unabhängig von de Sitter – von Tullio Levi-Civita.

## Definition

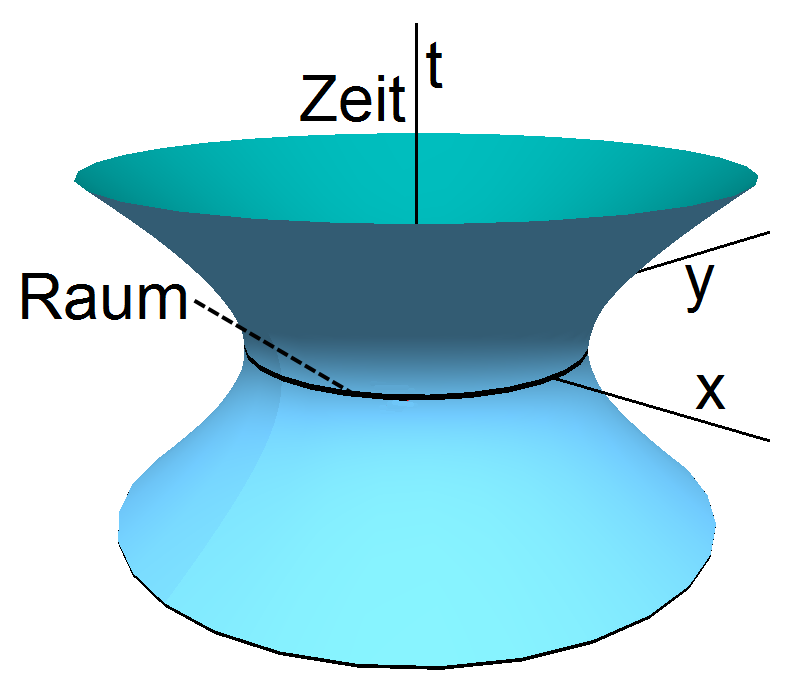
2-dimensionaler De-Sitter-Raum. Radius und Volumen erreichen am Zeitpunkt t = 0 ihren Minimalwert.

Der De-Sitter-Raum kann definiert werden als Untermannigfaltigkeit eines Minkowski-Raumes mit einer um Eins höheren Dimension. Ausgehend vom Minkowski-Raum {\displaystyle \mathbb {R} ^{1,n}} mit der üblichen Metrik
{\displaystyle {\textrm {d}}s^{2}=-{\textrm {d}}x_{0}^{2}+\sum _{i=1}^{n}{\textrm {d}}x_{i}^{2}}
ist der De-Sitter-Raum die Untermannigfaltigkeit, die durch das einschalige Hyperboloid
{\displaystyle \alpha ^{2}=-x_{0}^{2}+\sum _{i=1}^{n}x_{i}^{2},}
beschrieben wird, wobei {\displaystyle \alpha } eine positive Konstante mit der Dimension einer Länge ist. Der metrische Tensor des De-Sitter-Raumes ist derjenige, der vom metrischen Tensor des Minkowski-Raumes erzeugt wird. Man kann überprüfen, dass die erzeugte Metrik nicht-entartet ist und die Signatur {\displaystyle \left(-,+,+,+\right)} hat. (Wenn in obiger Definition {\displaystyle \alpha ^{2}} durch {\displaystyle -\alpha ^{2}} ersetzt wird, erhält man ein zweischaliges Hyperboloid. In diesem Fall ist die erzeugte Metrik positiv definit, und jede der beiden Schalen ist eine Kopie einer hyperbolischen n-Geometrie.)
Der De-Sitter-Raum kann auch definiert werden als Quotient {\displaystyle \mathrm {O} (1,n)/\mathrm {O} (1,n-1)} zweier Lorentz-Gruppen, was zeigt, dass er ein nicht-Riemannscher symmetrischer Raum ist.
Topologisch ist der De-Sitter-Raum von der Form {\displaystyle \mathbb {R} \times S^{n-1}}.

## Eigenschaften
Die Isometriegruppe des De-Sitter-Raumes ist die Lorentz-Gruppe {\displaystyle \mathrm {O} (1,n)}. Daher hat die Metrik {\displaystyle {\tfrac {n(n+1)}{2}}} unabhängige Killing-Vektoren und ist maximal symmetrisch. Jeder maximal symmetrische Raum hat konstante Krümmung. Der Riemannsche Krümmungstensor {\displaystyle R_{\rho \sigma \mu \nu }} des De-Sitter-Raumes ist
{\displaystyle R_{\rho \sigma \mu \nu }={1 \over \alpha ^{2}}(g_{\rho \mu }g_{\sigma \nu }-g_{\rho \nu }g_{\sigma \mu }).}
Der De-Sitter-Raum ist eine Einstein-Mannigfaltigkeit, da der Ricci-Tensor {\displaystyle R_{\mu \nu }} proportional zur Metrik {\displaystyle g_{\mu \nu }} ist:
{\displaystyle R_{\mu \nu }={\frac {n-1}{\alpha ^{2}}}\cdot g_{\mu \nu }.}
Das heißt, der De-Sitter-Raum ist eine Vakuumlösung der einsteinschen Feldgleichungen mit kosmologischer Konstante
{\displaystyle \Lambda ={\frac {n-1}{\alpha ^{2}}}\cdot {\frac {n-2}{2}}.}
Das Krümmungsskalar dieses Raumes ist
{\displaystyle R={\frac {n(n-1)}{\alpha ^{2}}}={\frac {2n}{n-2}}\Lambda .}
Für n = 4 ergibt sich Λ = 3/α2 und R = 4Λ = 12/α2.

## Statische Koordinaten
Für den De-Sitter-Raum lassen sich statische Koordinaten (Zeit {\displaystyle t}, Radius {\displaystyle r}, …) wie folgt einführen:
{\displaystyle x_{0}={\sqrt {\alpha ^{2}-r^{2}}}\cdot \sinh(t/\alpha )}
{\displaystyle x_{1}={\sqrt {\alpha ^{2}-r^{2}}}\cdot \cosh(t/\alpha )}
{\displaystyle x_{i}=rz_{i}} mit {\displaystyle 2\leq i\leq n,}
wobei {\displaystyle z_{i}} die Standard-Einbettung der Sphäre {\displaystyle S^{n-2}} in Rn−1 darstellt.
In diesen Koordinaten nimmt die De-Sitter-Metrik folgende Form an:
{\displaystyle {\textrm {d}}s^{2}=-\left(1-{\frac {r^{2}}{\alpha ^{2}}}\right){\textrm {d}}t^{2}+\left(1-{\frac {r^{2}}{\alpha ^{2}}}\right)^{-1}{\textrm {d}}r^{2}+r^{2}{\textrm {d}}\Omega _{n-2}^{2}.}
Zu beachten: es gibt einen kosmologischen Horizont bei {\displaystyle r=\alpha }.

## Slicing-Koordinaten

### Flach
Ansatz:
{\displaystyle x_{0}=\alpha \sinh(t/\alpha )+r^{2}e^{t/\alpha }/2\alpha }
{\displaystyle x_{1}=\alpha \cosh(t/\alpha )-r^{2}e^{t/\alpha }/2\alpha }
{\displaystyle x_{i}=e^{t/\alpha }y_{i}} mit {\displaystyle 2\leq i\leq n,}
wobei {\displaystyle r^{2}=\sum _{i}y_{i}^{2}.}
Dann lautet die Metrik des De-Sitter-Raumes in {\displaystyle (t,y_{i})}-Koordinaten:
{\displaystyle {\textrm {d}}s^{2}=-{\textrm {d}}t^{2}+e^{2t/\alpha }\cdot {\textrm {d}}y^{2}}
mit {\displaystyle {\textrm {d}}y^{2}=\sum _{i}{\textrm {d}}y_{i}^{2}} der flachen Metrik auf {\displaystyle y_{i}}.

### Geschlossen
Ansatz:
{\displaystyle x_{0}=\alpha \sinh(t/\alpha )}
{\displaystyle x_{i}=\alpha \cosh(t/\alpha )\cdot z_{i}} mit {\displaystyle 1\leq i\leq n,}
wobei die {\displaystyle z_{i}} eine {\displaystyle S^{n-1}}-Sphäre beschreiben.
Dann lautet die Metrik des De-Sitter-Raumes:

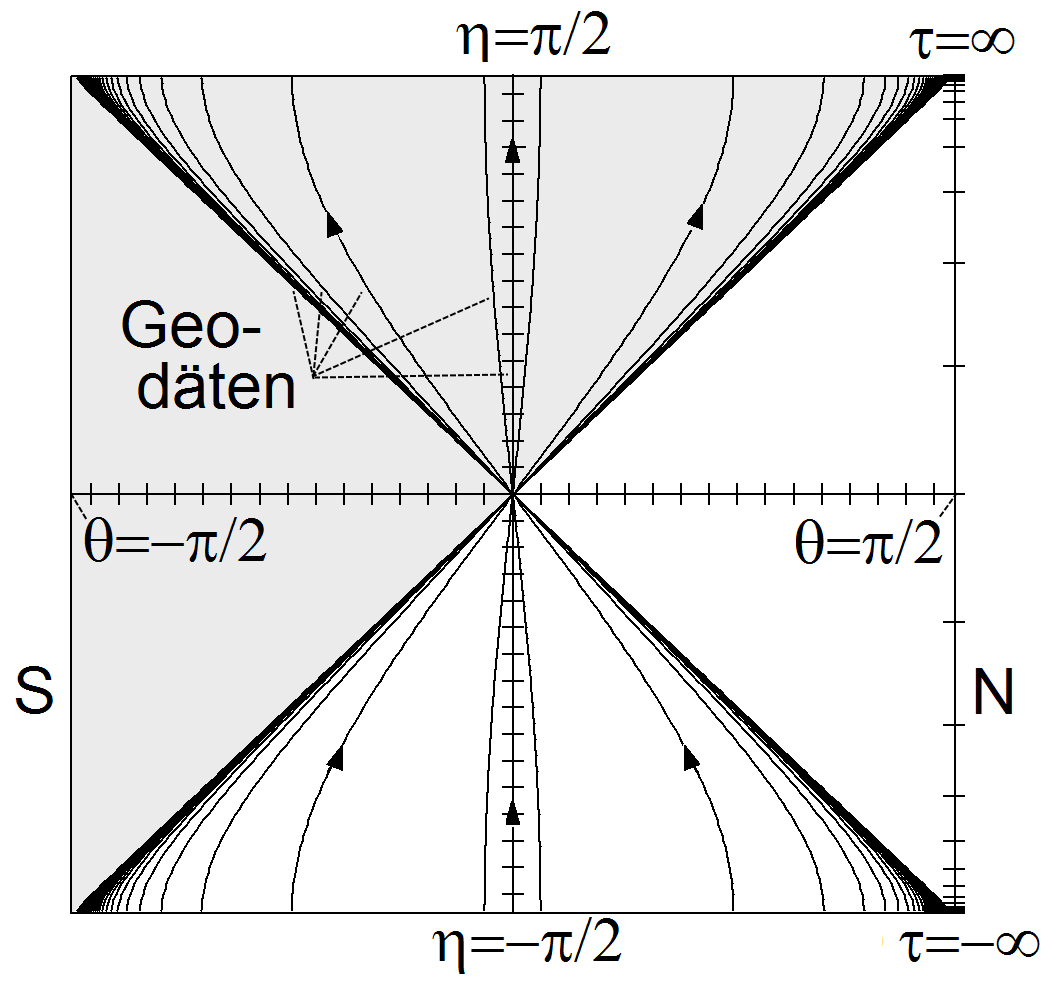
Penrose-Diagramm des De-Sitter-Raums. Die η-Koordinate kompaktifiziert die Zeit τ auf das Intervall [-π/2,π/2]. Der Winkel θ beschreibt im Intervall [-π/2,π/2] einen beliebigen Halbkreis zwischen zwei beliebigen Antipoden S und N (der zweite Halbkreis ist nicht dargestellt). Licht bewegt sich überall im Diagramm in diagonaler Richtung nach links oder rechts oben. Ein Beobachter am Nordpol (N) empfängt kein Signal von der linken oberen Hälfte (grau dargestellt).

{\displaystyle {\textrm {d}}s^{2}=-{\textrm {d}}t^{2}+\alpha ^{2}\cosh ^{2}(t/\alpha )\cdot {\textrm {d}}\Omega _{n-1}^{2}.}
Wird die Zeit-Variable {\displaystyle t} geändert in die konforme Zeit {\displaystyle \eta }:
{\displaystyle {\begin{aligned}\tanh(t/\alpha )&=\tan(\eta )\\\Leftrightarrow \cosh(t/\alpha )&=1/\cos(\eta ),\end{aligned}}}
so erhält man eine Metrik, die konform äquivalent zum statischen Einstein-Universum ist:
{\displaystyle {\textrm {d}}s^{2}={\frac {\alpha ^{2}}{\cos ^{2}\eta }}(-{\textrm {d}}\eta ^{2}+{\textrm {d}}\Omega _{n-1}^{2}).}
Der De-Sitter-Raum und das Einstein-Universum haben deshalb das gleiche Penrose-Diagramm.

### Offen
Ansatz:
{\displaystyle x_{0}=\alpha \sinh(t/\alpha )\cosh \xi }
{\displaystyle x_{1}=\alpha \cosh(t/\alpha )}
{\displaystyle x_{i}=\alpha \sinh(t/\alpha )\sinh \xi \cdot z_{i}} mit {\displaystyle 2\leq i\leq n,}
wobei {\displaystyle \sum _{i}z_{i}^{2}=1} eine Sphäre {\displaystyle S^{n-2}} formt mit der Standard-Metrik {\displaystyle \sum _{i}{\textrm {d}}z_{i}^{2}={\textrm {d}}\Omega _{n-2}^{2}.}
Dann lautet die Metrik des De-Sitter-Raumes
{\displaystyle {\textrm {d}}s^{2}=-{\textrm {d}}t^{2}+\alpha ^{2}\sinh ^{2}(t/\alpha )\cdot {\textrm {d}}H_{n-1}^{2},}
mit {\displaystyle {\textrm {d}}H_{n-1}^{2}={\textrm {d}}\xi ^{2}+\sinh ^{2}\xi \cdot {\textrm {d}}\Omega _{n-2}^{2}} der Metrik eines hyperbolischen euklidischen Raumes.

### DS
Ansatz:
{\displaystyle x_{0}=\alpha \sinh(t/\alpha )\cosh \xi \sin(\chi /\alpha )}
{\displaystyle x_{1}=\alpha \cos(\chi /\alpha )}
{\displaystyle x_{2}=\alpha \cosh(t/\alpha )\sin(\chi /\alpha )}
{\displaystyle x_{i}=\alpha \sinh(t/\alpha )\sinh \xi \sin(\chi /\alpha )z_{i}} mit {\displaystyle 3\leq i\leq n}
wobei die {\displaystyle z_{i}} eine {\displaystyle S^{n-3}}-Sphäre beschreiben.
Dann lautet die Metrik des De-Sitter-Raumes:
{\displaystyle {\textrm {d}}s^{2}={\textrm {d}}\chi ^{2}+\sin ^{2}(\chi /\alpha )\cdot {\textrm {d}}s_{dS,\alpha ,n-1}^{2},}
wobei
{\displaystyle {\textrm {d}}s_{dS,\alpha ,n-1}^{2}=-{\textrm {d}}t^{2}+\alpha ^{2}\sinh ^{2}(t/\alpha )\cdot {\textrm {d}}H_{n-2}^{2}}
die Metrik eines {\displaystyle n-1}-dimensionalen De-Sitter-Raumes in offenen Slicing-Koordinaten ist, mit Krümmungsradius {\displaystyle \alpha }.
Die hyperbolische Metrik lautet:
{\displaystyle {\textrm {d}}H_{n-2}^{2}={\textrm {d}}\xi ^{2}+\sinh ^{2}\xi \cdot {\textrm {d}}\Omega _{n-3}^{2}.}
Dies ist die analytische Fortsetzung der offenen Slicing-Koordinaten
{\displaystyle (t,\xi ,\theta ,\phi _{1},\phi _{2},\cdots ,\phi _{n-3})\to (i\chi ,\xi ,it,\theta ,\phi _{1},\cdots ,\phi _{n-4})}
und außerdem der Tausch von {\displaystyle x_{0}} und {\displaystyle x_{2}}, weil sie ihre zeit- bzw. raumartigen Eigenschaften verändern.

## Sonstiges
Einige Autoren schlugen im Rahmen von Theorien der Quantengravitation anstelle des Minkowski-Raumes den De-Sitter-Raum als grundlegenden Raum für die spezielle Relativitätstheorie vor und nannten dies De-Sitter-Relativität.

## Nachweise
1. ↑  R. Aldrovandi, J. G. Pereira, de Sitter Relativity: a New Road to Quantum Gravity?, arxiv.org, 2007